# Leon Camier

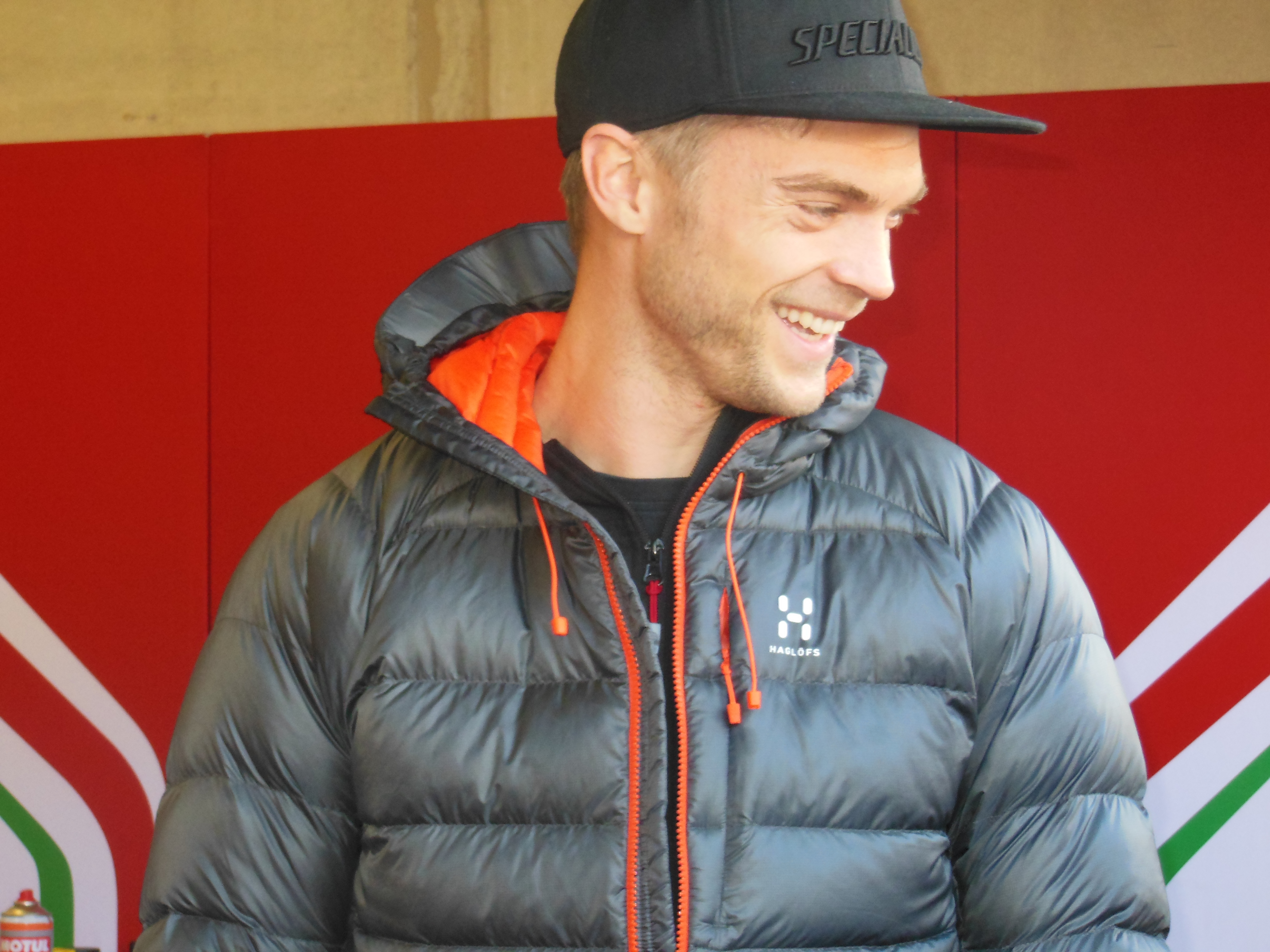
Leon Camier in 2016.

Leon Camier (Ashford, 4 augustus 1986) is een Brits motorcoureur. In 2009 werd hij kampioen in het Brits kampioenschap superbike.

## Carrière
Camier begon zijn motorsportcarrière in het grasbaanracen op zesjarige leeftijd. Hij werd hier vijf keer op een rij nationaal kampioen; in 1993 en 1994 won hij de 60cc-klasse, terwijl hij tussen 1995 en 1997 de 100cc-klasse won. In 1998 maakte hij de overstap naar het asfalt. Hij werd direct kampioen in het Britse 80cc-kampioenschap, voordat hij in 1999 derde werd in de Britse Aprilia Challenge.
Tussen 2000 en 2002 kwam Camier uit in het Britse 125cc-kampioenschap, dat hij in 2001 wist te winnen. In 2002 werd hij derde in de eindstand. Ook maakte hij in 2002 zijn debuut in de 125cc-klasse van het wereldkampioenschap wegrace op een Italjet als vervanger van de vertrokken Gábor Talmácsi. Na drie races, waarin twee 24e plaatsen in Catalonië en Groot-Brittannië zijn beste klasseringen waren, werd hij op zijn beurt weer vervangen door Christian Pistoni. In 2003 maakte hij zijn debuut als fulltime coureur in het WK 125cc op een Honda. Na negen races, waarin een 23e plaats in Duitsland zijn beste resultaat was, verliet hij puntloos het kampioenschap en werd hij vervangen door Andrea Ballerini.
In 2004 keerde Camier terug naar nationale kampioenschappen en kwam hij uit in het Britse Supersport-kampioenschap op een Honda. Hij behaalde drie podiumplaatsen op het Snetterton Motor Racing Circuit, Mallory Park en het Croft Circuit en werd met 99 punten zevende in het klassement. In 2005 won hij vier races op het Thruxton Circuit, Mallory Park, het Knockhill Racing Circuit en Snetterton en stond hij in drie andere races op het podium. Met 202 punten werd hij gekroond tot kampioen in de klasse. In 2006 kende hij een minder seizoen; hij stond wel driemaal op het podium op Mallory Park, Oulton Park en Croft, maar won geen races. Hij werd met 112 punten vierde in de eindstand. Dat jaar reed hij ook op een Honda in het wereldkampioenschap Supersport tijdens de race op Brands Hatch, waarin hij tiende werd. In 2005 en 2006 reed hij tevens in de prestigieuze 8 uur van Suzuka.

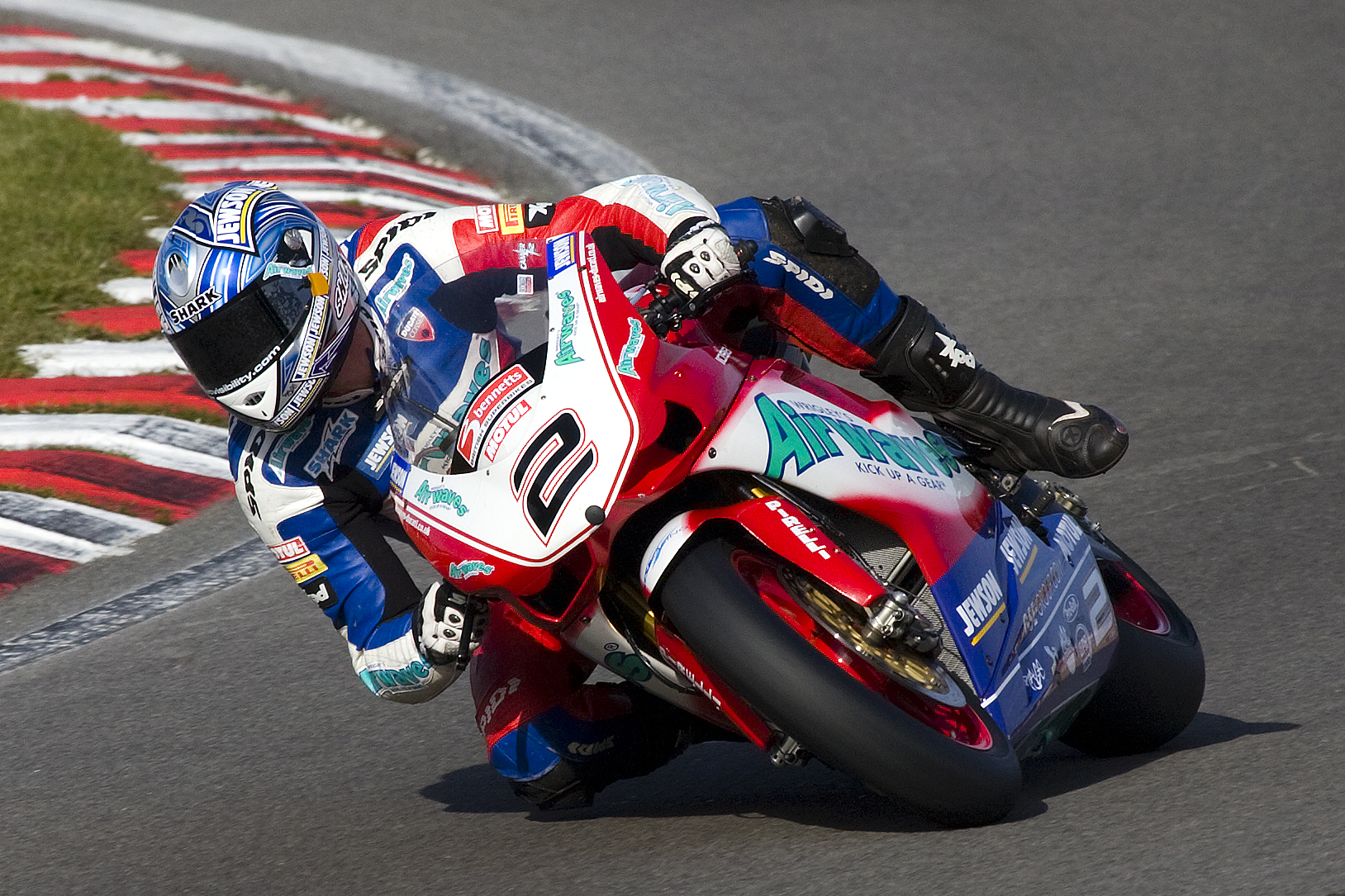
Leon Camier op Brands Hatch in 2008.

In 2007 maakte Camier de overstap naar het Brits kampioenschap superbike, waarin hij opnieuw op een Honda reed. Hij behaalde drie podiumplaatsen in de eerste drie races van het seizoen op Brands Hatch (tweemaal) en het Thruxton Circuit, maar kwam daarna niet meer in de top 3 terecht. Hij moest de laatste twee raceweekenden van het seizoen missen na een crash op Cadwell Park waarbij hij meerdere breuken opliep. Met 199 punten werd hij uiteindelijk achtste in de eindstand. In 2008 stapte hij binnen de klasse over naar een Ducati en won drie races op Snetterton, Croft en Silverstone. In de rest van het seizoen behaalde hij nog vijf podiumplaatsen en hij werd met 306 punten vijfde in de eindstand.

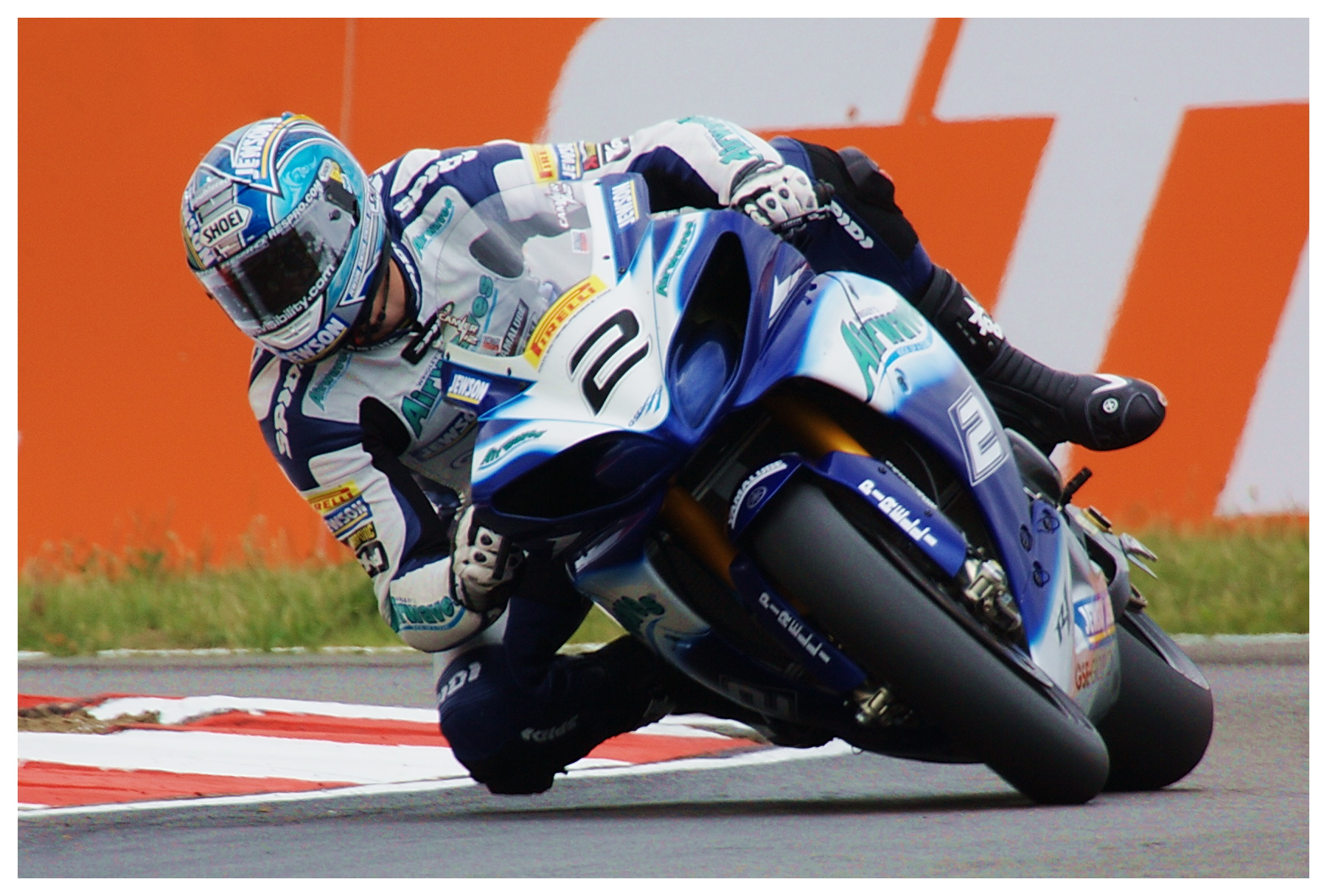
Leon Camier op het Snetterton Motor Racing Circuit in 2009.

In 2009 kwam Camier op een Yamaha uit in het Brits kampioenschap superbike. Hij kende een zeer succesvol seizoen: hij won 19 van de 26 races die dat jaar gehouden werden en werd in drie andere races tweede. Met nog vier races te gaan werd hij gekroond tot kampioen in de klasse en hij scoorde uiteindelijk 549,5 punten. Dat jaar debuteerde hij tevens in het wereldkampioenschap superbike op een Yamaha tijdens het raceweekend op Donington Park als wildcardcoureur; hij eindigde de races als dertiende en zesde. Aan het eind van het jaar nam hij deel aan de laatste twee raceweekenden van het seizoen op een Aprilia als vervanger van de geblesseerde Shinya Nakano. Op het Circuit Magny-Cours finishte hij geen van beide races, maar op het Autódromo Internacional do Algarve werd hij zesde en zevende. Met 32 punten werd hij uiteindelijk twintigste in het klassement.
In 2010 maakte Camier zijn debuut als fulltime coureur in het WK superbike op een Aprilia. Hij behaalde drie podiumplaatsen op het TT-Circuit Assen, het Miller Motorsports Park en Silverstone. Hij moest echter de laatste drie raceweekenden van het seizoen missen vanwege een breuk in zijn rechterhand, die hij opliep na een crash in de vrije trainingen op de Nürburgring. Met 164 punten werd hij twaalfde in de eindstand. In 2011 keerde hij terug in de klasse en behaalde hij podiumfinishes op Donington, Miller, het Motorland Aragón en het Autodromo Enzo e Dino Ferrari. Met 208 punten eindigde hij als zevende in het kampioenschap.
In 2012 maakte Camier binnen het WK superbike de overstap naar een Suzuki. Hij behaalde slechts een podiumfinish op de Nürburgring, waardoor hij met 115,5 punten veertiende werd in het eindklassement. In 2013 kende hij een iets beter seizoen, maar behaalde hij opnieuw slechts een podiumplaats op Silverstone. In de daaropvolgende race op de Nürburgring raakte hij opnieuw geblesseerd tijdens een crash in de eerste race, waardoor hij de volgende drie raceweekenden moest missen. Hij keerde nog wel terug voor de seizoensfinale op het Circuito Permanente de Jerez. Met 132 punten werd hij elfde in de eindstand.
In 2014 maakte Camier binnen het WK superbike de overstap naar de EVO-klasse, waarin hij in vijf van de eerste zes raceweekenden op een BMW reed als vervanger van de geblesseerde Sylvain Barrier. Een tiende plaats op het Sepang International Circuit was zijn beste resultaat in deze races.  Tijdens het raceweekend op Laguna Seca nam hij weer deel aan de hoofdklasse van het kampioenschap op een MV Agusta als eenmalige vervanger van de geblesseerde Claudio Corti en werd vijftiende en tiende in de races. Met 37 punten werd hij zestiende in het kampioenschap. Tevens maakte hij dat jaar zijn debuut in de MotoGP-klasse van het wereldkampioenschap wegrace op een Honda als vervanger van de geblesseerde Nicky Hayden. Hij nam deel aan vier races, waarin hij tijdens de Grand Prix van Tsjechië met een vijftiende plaats een punt scoorde.
In 2015 keerde Camier terug als fulltime coureur in het WK superbike op een MV Agusta. Zijn beste resultaat was een vijfde plaats in een natte race op Magny-Cours en hij werd met 89 punten dertiende in het klassement. In 2016 behaalde hij het beste resultaat van MV Agusta in de geschiedenis van het kampioenschap. Vier vierde plaatsen op Assen, Donington, de Lausitzring en Magny-Cours waren zijn beste klasseringen en hij werd met 168 punten achtste in de eindstand. In 2017 waren twee vierde plaatsen op Portimão en Magny-Cours zijn beste resultaten, waardoor hij opnieuw met 168 punten achtste werd in het klassement.
In 2018 maakte Camier binnen het WK superbike de overstap naar een Honda. Hij moest twee raceweekenden missen na een crash in de eerste race op Aragón, waarbij hij geblesseerd raakte. Gedurende het seizoen was een vierde plaats op het Chang International Circuit zijn beste resultaat en hij werd met 108 punten twaalfde in het kampioenschap. In 2019 moest hij zes raceweekenden missen vanwege een blessure die hij opliep tijdens een crash op Imola. In zijn eerste race na zijn terugkeer behaalde hij op Magny-Cours zijn beste finish van het seizoen met een zevende plaats. Met 51 punten werd hij zeventiende in het klassement. In 2020 maakte hij de overstap naar een Ducati, maar hij moest het eerste raceweekend op het Phillip Island Grand Prix Circuit aan zich voorbij laten gaan vanwege een geblesseerde schouder. Vanwege zijn blessures nam hij hierna echter het besluit om te stoppen als motorcoureur en hij keerde niet meer terug in het kampioenschap. In 2021 werd hij teambaas van het fabrieksteam van Honda in het WK superbike.